# Yula muscosa
Yula muscosa är en fjärilsart som beskrevs av George Francis Hampson 1891. Yula muscosa ingår i släktet Yula och familjen nattflyn. Inga underarter finns listade i Catalogue of Life.